# ハノーファー＝ブラウンシュヴァイク＝ゲッティンゲン＝ヴォルフスブルク大都市圏
ハノーファー＝ブラウンシュヴァイク＝ゲッティンゲン＝ヴォルフスブルク大都市圏（ドイツ語: Metropolregion Hannover-Braunschweig-Göttingen-Wolfsburg）は、ドイツ連邦共和国の大都市圏のひとつであり、ニーダーザクセン州を中心に位置する。2005年に公式に認定され、人口は約400万人に達する。

## 歴史
2005年、ドイツ政府と各州によって「欧州における競争力の強化」を目的に設立された大都市圏のひとつとして認定。州都ハノーファーを中心に、学術都市ゲッティンゲン、研究都市ブラウンシュヴァイク、自動車工業都市ヴォルフスブルクが結びついた広域連合体となった。

## 地理
ニーダーザクセン州の中央から南東部に広がり、アウトバーンA2・A7を基軸とする交通網により結ばれている。また、ハノーファー空港や鉄道網により、ベルリン、ハンブルク、ルール地方などへのアクセスが容易である。